# 雷射戰士
『雷射戰士』（ビデオ戦士レザリオン），為1984年3月4日至1985年2月3日間，由東映動畫製作的45集科幻機器人動畫。台灣於1989年（民國78年）至1990年（民國79年）間，由台視引進在每週五下午5:00～6:00播出。香港於1987年由亞洲電視播放，名為《電腦戰士》。

## 故事
未來為了要解決人口、污染等問題，而採取了消極地隔離措施，引發以巫（ゴッドハイド）博士為首的棄民不滿，憤而向地球展開全面宣戰。在意外中創造出雷射戰士（レザリオン）的少年曾凱（香取敬），卻因此也捲入了不斷的戰事之中，而成為保家衛民的無名英雄。地球在反叛軍的緊迫威脅，與魔星人虎視眈眈伺機而來的陰影下，面臨了空前危機，他又將如何在學業與重責之間兼顧呢？

## 主要角色／配音
- 曾凱（香取敬）：古谷徹

阿敬 (香港譯名)、配音: 黃志成
喜愛電腦成績並不出色的學生，劇中眾人都以「阿凱」稱呼；雷射戰士（レザリオン）的創造者。
- 朱麗（オリビア・ローレンス　Olivia Lawrence）：潘惠子

莉莉 (香港譯名)、配音: 林錦燕
阿凱的女友，同班同學。

### 連邦軍
- 魯（ブルーハイム　Blue home）博士：滝雅也

杜海博士 (香港譯名)、配音：龔祖澤
地球中央情報局的技術研究所所長。

#### 六小狐（シークレットフォース）
- 羅（シルベスタ　General Sylvester）將軍：野田圭一

施培隆將軍 (香港譯名)、配音：周永坤
地球連邦軍特殊部隊『六小狐』司令官。
- 夢露（モンロー　Monroe）：川浪葉子

夢露 (香港譯名)、配音：譚淑英
羅（シルベスタ）將軍的秘書。
- 查理（チャールズ・ダナー　Charles Danner）：若本紀昭

休魯 (香港譯名)、配音：陸頌愚
G1的駕駛者；曾經是前世界拳擊冠軍。
- 莎拉（サハラ　Sahara）：山田栄子

莎莎 (香港譯名)、配音：沈小蘭
G2的駕駛者；來自於埃及的女戰士。
- 象人（エレファン）：小林通孝

受迫害而駕機前來地球偵查的外星人，被六小狐擊落後失去記憶，直至魔星人來襲之時才恢復，並成為G5的駕駛者矢志要替同胞報仇。

### 叛亂軍
- 巫博士（ゴッドハイド　Godheid）：蟹江栄司

高達博士 (香港譯名)、配音：梁有恒
叛亂軍的首領。昔日曾是魯博士的學生，因受到不公平的際遇，懷恨地球成了叛亂軍首領。最後卻在第23集，成了被遭魔星人控制下的馬奇（マーチ）槍下亡魂。
- 沈上尉（インスパイア大佐　Inspire）：森功至

甄巴上校 (香港譯名)、配音：黃子敬
叛亂軍的指揮官。在巫博士身亡後接掌兵符，曾一度企圖謀反魔星人失敗，之後便遭長期洗腦未再清醒，最後命喪於遭聞訊雷射戰士大捷所鼓舞的暴動下。
- 斯帝夫（スチーブ）：

朱麗的父親；礦山技師。因戰事受困於月球而被迫改造從軍。
- 艾克（エリック・シッド　Eric Sid）：小林通孝

衛立克 (香港譯名)、配音：李學儒
原為連邦軍的優秀飛行員，因反抗上司而被開除而投靠叛軍，曾一度擊敗雷射戰士使阿凱極度挫折。
- 馬奇（マーチ）：

火星方面的叛亂軍代表。瞞著巫博士私下與魔星人接觸，不料反被其所操控成為叛亂軍的傀儡，最後在利用價值殆盡下被魔星人射殺。

### 魔人（ジャーク）帝國
- 魔人（ジャーク）大帝：蟹江榮司

魔星人的領袖。由於身體衰弱急而尋求神秘苔（ライフモス）；最後被布羅以假貨給毒殺。
- 布羅（プロミネンス）總統：滝雅也

魔星人的指揮。在採集來的神秘苔被雷射戰士破壞後，受指責心有不甘密謀篡位行動，最後卻反被蓋布給出賣，東窗事發後被賈士斬首。
- 蓋布（ゲプラー）參謀：矢田耕司

布羅的左右手。並與他狼狽為奸策劃篡位，最後在群龍無首的情況下坐鎮指揮，消逝於被破門而入的炮火中。
- 夭夭（イオ）：石澤美華

魔星人的先鋒。最後因直覺大帝的死亡有悉翹，反遭蓋布給擊斃。
- 魁魁（ガニメデ）：若本紀昭

魔星人的先鋒。最後因直覺大帝的死亡有悉翹，反遭蓋布給擊斃。
- 呱呱（カリスト）：鹽屋浩三

魔星人的先鋒。最後因直覺大帝的死亡有悉翹，反遭蓋布給擊斃。
- 賈士（ギャリオ）：森功至

魔星人的王牌飛行員；奔雷戰士（ギャリオ・サバン）的駕駛者。曾與阿凱有過數度生死交戰，最後在一對一決鬥當中，受巫博士所飼養的貓干擾落敗給雷射戰士。

## 主要機體

### 連邦軍
- 雷射戰士

阿凱與網友貝特（デビット）在網路對戰當中，因反叛軍的攻擊導致混入電送實驗的資料，所巧合實體化產生的巨大機器人；能夠利用『超電送系統』在半徑20萬公里的範圍內自由瞬間傳送，神出鬼沒地有效打擊敵方戰力。
- 雷射戰機（レーザーファイター）

雷射戰士重新『排列組合』（マトリクス・イン）後的型態之一。
- 雷射鑽機（レーザータンク）

雷射戰士重新『排列組合』（マトリクス・イン）後的型態之一。
- 雷射鐵拳（レーザーバトルギア）

雷射戰士的強化裝甲。在第28集起為了能夠與奔雷戰士對抗，魯博士所加裝的新強化裝備；不過卻有著電力消耗激烈的缺陷，在使用的時間上有著致命限制。
- G1

連邦軍量產機器人的特裝機種之一。
- G2

連邦軍量產機器人的特裝機種之一。
- G5

連邦軍新造的量產機器人特裝機種。在第22集初登場時，曾被敵方奪走和雷射戰士展開一場激烈鬥爭。
- 藍天戰士（ガードスカイヤー）

連邦軍所使用的主力量產戰器人。

### 叛亂軍
- 黑熊號（ブラックベアー）

叛亂軍所使用的主力量產戰器人。

### 魔人（ジャーク）帝國
- 奔雷戰士[1]（ギャリオ・サバン）

魔星人針對雷射戰士所開發出的機器人，擁有凌駕在其之上的卓越性能。
- 魔星機器人（ジャークサバン）

魔星人所使用的主力量產戰器人。

## 工作人員
- 企劃：折田至、吉川進（東映）、小湊洋市（東映動畫）
- 原作：八手三郎
- 音樂：渡辺宙明
- 角色原案：居村真二
- 角色設計：本橋秀之
- 機械設計：村上克司、小原髪夫、大畑晃一、冰魚章
- 企畫協力：秋野紅葉、小西智
- 作畫監督：本橋秀之、大木雪享、篠田章、塩沢大助、越智一裕、菊池城二、金子一
- 美術設定：内川文廣
- 美術：伊藤英治、内川文廣、伊藤信治、伊藤岩光
- 總監督：森下孝三
- 演出：森下孝三、高山秀樹、並里啓次、伊東政雄、有迫俊彦、山吉康夫、又野弘道、山内重保、大久保唯男、細田雅弘
- 分鏡：落合正宗、越智一裕、森下孝三、松浦錠平、山吉康夫、西沢信孝、勝間田具治、森下孝三
- 製作擔當：蕪木登喜司
- 編劇：酒井昭義、首藤剛志、富田義治、久保田圭司、中尾克久、石川良明、松井正、山崎晴哉、花園由宇保、上原正三
- 特殊效果：金井一雄、安原洋敏、金井信之、岡野秋吉、廣野覚
- 製作協力：大元動畫、世映動畫、教育動畫
- 攝影：佐野禎史、星山秀雨、玉川芳行
- 編集：福光伸一
- 錄音：池上信照
- 效果：原田千昭
- 選曲：白井多美雄、田中英行
- 演出助手：細田雅弘
- 製作進行：安原正晃、細田雅弘
- 美術進行：阿久津文雄→杉本隆一
- 仕上進行：西川晋
- 記錄：池田紀代子→柴八千穂
- 冲印：東映化學
- 製作：東映動畫、旭通信社

## 主題歌

### 日本
- 片頭曲：

『ビデオ戦士レザリオン』（作詞：吉田健美、作曲：渡辺宙明、編曲：藤田大士、歌：宮内堂千）
- 片尾曲：

『Heartful Hotline』（作詞：吉田健美、作曲：渡辺宙明、編曲：藤田大士、歌：小野木久美子）

### 台灣
- 『雷射戰士』（作詞、作曲：不明）

## 劇集列表
|    | 原文標題                | 台視標題     |
| -- | ----------------------- | ------------ |
| 1  | 夢のロボットゲーム      | 電腦遊戲     |
| 2  | 逃げろデビッド          | 追蹤調查     |
| 3  | 泣かないで、母さん      | 母子情深     |
| 4  | 死の花を咲かせるな      | 不要污染地球 |
| 5  | 月からの手紙            | 逃亡         |
| 6  | 敵? 味方? UFO           | 太空來的人   |
| 7  | 友情のメロディ          |              |
| 8  | 強敵! エリック・シッド  | 露出破綻     |
| 9  | 勝利へのインプット      | 僥倖得勝     |
| 10 | 平和の甘い香り          | 盼望和平     |
| 11 | 悪魔の誕生日            |              |
| 12 | さらば熱砂の友よ        | 恩人再見     |
| 13 | 休日戦争                |              |
| 14 | 走れオリビア            | 好事多磨     |
| 15 | 逃げるが勝ち            | 奔回地球     |
| 16 | 再会のときめき          | 默默行善     |
| 17 | 消えた敬の謎            | 阿凱失蹤     |
| 18 | ハロー転校生            | 相見不相識   |
| 19 | ハラペコ戦争            | 飢餓戰爭     |
| 20 | 忍びよる黒雲            | 揭穿陰謀     |
| 21 | のろまのカバを特訓せよ! | 儒子不可教也 |
| 22 | レザリオン奪取計畫      | 居心叵測     |
| 23 | 火星が牙をむく時        | 陷入危機     |
| 24 | その時父の声が…         | 思親心切     |
| 25 | 宇宙戦艦の反乱          | 來者不善     |
| 26 | 迫るジャーク帝国        | 聲東擊西     |
| 27 | 12時間の死闘            | 功虧一潰     |
| 28 | 勝利への愛の讃歌        | 愛的力量     |
| 29 | 幻惑のツイン兄弟        | 雙面夾攻     |
| 30 | ハワイ決戦の日          | 所託非人     |
| 31 | たった一人の突撃        | 大軍壓境     |
| 32 | 決死の攻防戦            | 生死之戰     |
| 33 | ジャーク大帝出現        |              |
| 34 | 月から帰ったパパ        |              |
| 35 | 幻僧バンズの幻夢        |              |
| 36 | サバンナの怪要塞        | 仙人掌要塞   |
| 37 | 砂漠に燃える友情        | 沙漠之戰     |
| 38 | 黄金のピラミッド        | 黃金金字塔   |
| 39 | ジャーク大帝、動く!!    | 發現神秘苔   |
| 40 | オリビア救出作戦        | 欲擒故縱     |
| 41 | 決死の38万キロ          | 衝向月球     |
| 42 | 生か死か大脱出          | 深入虎穴     |
| 43 | 大帝・月へ到着          | 險遭不測     |
| 44 | 反乱                    | 勾心鬥角     |
| 45 | 決戦                    | 宇宙和平     |

## 外部連結
- 台灣電視資料庫[永久]